# 91. Infanterie-Division (Wehrmacht)
Die 91. Infanterie-Division war ein Großverband des Heeres der deutschen Wehrmacht im Zweiten Weltkrieg.

## Geschichte

### Aufstellung
Die Division wurde im Januar 1944 als Division der 25. Aufstellungswelle auf dem Truppenübungsplatz Baumholder (Wehrkreis XII) aufgestellt.

### Umgliederung
Sie war ursprünglich für den Luftlande-Einsatz vorgesehen, die Umbewaffnung und Bezeichnung „91. (Luftlande) Infanterie-Division“ wurde mit Befehl vom 6. März 1944 geregelt. Die Division war nur zweigliedrig, d. h. sie besaß nur zwei Infanterieregimenter.

### Verlegung nach Frankreich
Nach der beendeten Aufstellung wurde die Division nach Frankreich verlegt, wo sie auf der Halbinsel Cotentin in der Normandie stationiert wurde. Die Division war Teil des LXXXIV. Armeekorps und wurde als Korpsreserve im Inland der Halbinsel bereitgehalten.

### Operation Overlord
Die alliierte Landung in der Normandie ab dem 6. Juni 1944 umfasste auch eine große Luftlandeaktion britischer und US-amerikanischer Fallschirmjäger. Bei ihrem nächtlichen Absprung landeten die Amerikaner mitten im Stationierungsraum der 91. (Luftlande) Infanterie Division.

#### In der Landungszone
Im Bereich der Division hatten die Amerikaner für den D-Day die Luftlandung der 82. und 101. US-Luftlandedivision geplant, sowie amphibische Landungen an der Küste im Bereich der sogenannten Utah Beach.
In den ersten Stunden des 6. Juni wurde Kommandeur der 91. Infanterie-Division, Generalleutnant Wilhelm Falley, von Fallschirmjägern der 82. US-Luftlandedivision auf dem Rückweg von dem abgesagten Kriegsspiel in Rennes zu seinem Gefechtsstand in Pont-l’Abbé in seinem Fahrzeug aus einem Hinterhalt erschossen. Übergangsweise übernahm Oberst Bernhard Klosterkemper, Kommandeur des Grenadier-Regiments 920 der 243. Infanterie-Division, den Befehl über die Division. Vier Tage später übernahm Oberst König das Kommando der Division, der bis dahin Kommandeur des Grenadier-Regiments 1057 der Division war.
Die Absprungzonen der 82. und die 101. US-Luftlandedivision lagen mitten in den Unterkunftsbereichen und Verfügungsräumen der 91. (Luftlande) Infanterie-Division; dadurch war ein systematischer Gegenangriff auf die Luftlandung erschwert.

#### Sainte-Mère-Église
Ein geschlossener Gegenangriff auf sich bei Sainte-Mère-Église sammelnde Fallschirmjäger konnte nicht organisiert werden.

#### Schwere Verluste
Die Division stand von Beginn der Luftlandung an im pausenlosen Gefechten mit größeren und kleineren Gruppen gut ausgebildeter alliierter Fallschirmjäger. Bis zum 10. Juni summierten sich die Verluste auf ca. 3.000 Mann also etwa ein Drittel der Grabenstärke der Division. Da keine klare Frontlinie gegeben war, gab es keine sicheren Wege, auf denen Munition für die eigenen Geschütze herangeführt werden konnte, so dass der Artillerie die Munition ausging.

#### Unterstellung des Gren.Rgt. 920
Die sich entwickelnde lange Front entlang des Flusses Merderet, von Carentan bis Le Ham war für die bereits abgekämpfte Division ohne Verstärkung bald nicht mehr zu verteidigen. Aus diesem Grund wurde die Division durch das Grenadier-Regiment 920 der 243. Infanterie Division unter Oberst Klosterkemper weiter verstärkt.

#### Spaltung der Division
Die der Division zugeführten Kräfte reichten angesichts der gegnerischen Stärke nicht aus, um in die Gegenoffensive überzugehen. Die 91. (LL)Inf.Div. blieb zum Abwehrkampf gegen die Amerikaner gezwungen. Letztlich hielt der Verband einem Angriff der 9. US-Infanterie-Division nicht mehr stand. Durch den Angriff der 9. US-Infanterie-Division wurden die deutschen Truppen auf der Halbinsel Cotentin voneinander getrennt.
Die Reste der Division organisierten sich in zwei Kampfgruppen. Im Süden zur Kampfgruppe „Hellmich“, wo sich die Hauptteile der 91. (LL)Inf.Div. befanden und im Norden zur Kampfgruppe „Schlieben“, wo die nunmehr abgeschnittenen Teile der Division standen.

#### Allgemeine Situation
Zwar standen sechs deutsche Infanterie- und eine Panzergrenadierdivision insgesamt vier US-Infanterie- und zwei US-Luftlandedivisionen gegenüber, jedoch waren alle deutschen Verbände durch die bisherigen Kämpfe und durch ständige Luftangriffe und den Beschuss der schweren Schiffsartillerie in einem desolaten Zustand; der Kampfwert aller Verbände war äußerst gering. Die Versorgung mit Ersatzmannschaften und Munition war durch die Zerstörung des Bahnnetzes im Bereich der Normandie kaum noch möglich. Trotz aller Unzulänglichkeiten leisteten die Deutschen verbissenen Widerstand. Besonders das Gelände mit seinen Hecken und Überflutungsgebieten hemmte die Amerikaner, weil es für den Verteidiger alle Vorteile bot, trotz materieller und personeller Unterlegenheit.

### Divisionskampfgruppe 91. ID
Im weiteren Verlauf der Kämpfe war die 91. (LL)Inf.Div. nur noch eine Kampfgruppe aus Restteilen der Division. Sie wurde verschiedenen anderen Infanterie-Divisionen zur Verstärkung unterstellt.

### Auflösung
Am 10. August 1944 wurde die Division nach den schweren Verlusten in den Kämpfen um die Normandie aufgelöst.

### Wiederaufstellung mit Teilen der 172. ID
Bei der 7. Armee in der Eifel begann aus Teilen der Walküreeinheit Kampfgruppe Castorf (ehemals Division Nr. 172) eine neuerliche Aufgestellung der Division.

### Abbruch der Aufstellung durch Umbenennung
Eine volle Aufstellung erfolgte nicht. Am 5. November 1944 erfolgte die Umbenennung in 344. Infanterie-Division.

## Kommandeure
- Generalleutnant Bruno Ortner, 15. Januar bis 25. April 1944
- Generalleutnant Wilhelm Falley, 25. April bis 6. Juni 1944
- Oberst Bernhard Klosterkemper, 6.–10. Juni 1944
- Oberst Eugen König, 10. Juni bis 10. August 1944 (Auflösung)
- Oberst Eugen König, 15. September (Neuaufstellung) bis 5. November 1944

## Gliederung
- Grenadier-Regiment 1057
  - I.–III. Bataillon
- Grenadier-Regiment 1058
  - I.–III. Bataillon
- Artillerie-Regiment 191
  - I./191, 12× 10,5-cm-Gebirgshaubitze 40
  - II./191, 12× 10,5-cm-Gebirgshaubitze 40
  - III./191, 12× 15-cm-schwere Feldhaubitze 18
- Füsilier-Bataillon 91
- Panzerjäger-Kompanie 191
- Flugabwehr-Kompanie 191
- Pionier-Bataillon 191
- Feld-Ersatz-Bataillon 91
- Nachrichtenabteilung 191
- Kommandeur der Infanterie-Divisions-Nachschubtruppen 191
- Verwaltungsdienste 191
- Sanitätsdienste 191
  - Sanitätskompanie 191
  - Truppenentgiftungszug 191
- Veterinärkompanie 191

### Unterstellte Einheiten
- Fallschirmjäger-Regiment 6
- Panzer-Ersatz-Ausbildungsabteilung 100
- Artillerieregiment z. b. V. 621
- schwere Artillerie-Abteilung 456 (mot.)
- schwere Artillerie-Abteilung 457 (mot.)

## Gesamtstärke
- 91. Luftlande-Infanterie-Division – 10.550 Soldaten
- Fallschirmjäger-Regiment 6 – 3.500 Soldaten
- Panzer-Ersatz-Ausbildungsabteilung 100 ~ 400 Soldaten